# 六鳃鲨科
六鳃鲨科（學名：Hexanchidae）是板鰓亞綱六鳃鲨目的其中一科，最大的特徵在於擁有六或七對的鰓裂，目前共有10屬37種。
六鰓鯊被認為是現存鯊魚物種最原始的一支，牠們的骨架結構與發現的化石物種類似，幾乎沒有變化，而排泄系統與消化系統也未有任何特化，可能也與古老的鯊魚祖先類似。一枚可能屬於六鰓鯊的牙齒發現於二疊紀時期的日本，這代表六鰓鯊可能是少數並未於二疊紀－三疊紀滅絕事件中滅絕的物種。
六鰓鯊科的物種最明顯的特徵在於擁有超過五對的鰓裂，現存有1屬具有六對，而有2屬具有七對，而絕大部分的其他現存鯊魚物種均只有五對。牠們成年體長範圍為1.4至5.5米（4.6至18.0英尺）。
六鰓鯊為卵胎生，母鯊會將卵留存在體內直到幼鯊孵化。牠們主要以大型魚類為食，包括其他鯊魚，同時也以甲殼類及腐肉為食。
六鰓鯊的化石紀錄主要都只有發現牙齒，但也曾於侏儸紀晚期德國南部努斯普林根及索爾恩霍芬的石灰岩層以及白堊紀晚期的黎巴嫩發現過全身的骨架化石。由於化石數量的稀少，科學家認為現存的六鰓鯊科其實物種數與個體數量是超過於從前的。

## 特征

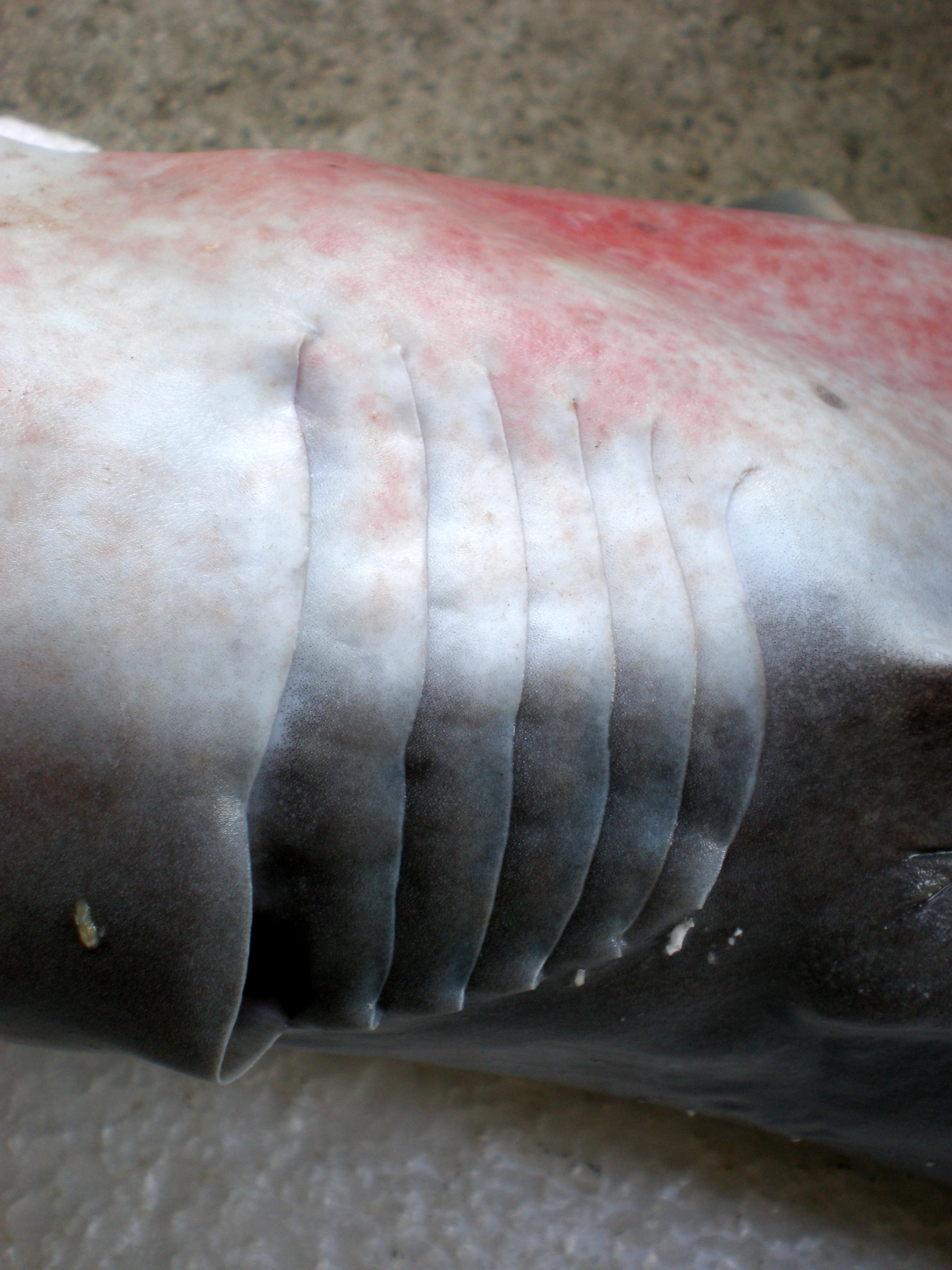
大眼六鰓鯊的六對鰓裂

体形类似鲨，但细长，下颌短，齿异形。

## 分類
六鳃鲨科下分10個屬，如下：
- †剑锯鲨属 Gladioserratus Underwood, Goswami, Prasad, Verma & Flynn, 2011
- 七鳃鲨属 Heptranchias Rafinesque, 1810
- 六鳃鲨属 Hexanchus Rafinesque, 1810
- †七鳃齿鲨属 Notidanodon Cappetta, 1975
- 哈那鲨属 Notorynchus Ayres, 1855
- †厚六鳃鲨属 Pachyhexanchus Cappetta, 1990
- †副七鳃鲨属 Paraheptranchias Pfeil, 1981
- †伪南喙哈那鲨属 Pseudonotidanus Underwood & Ward, 2004
- †威康鲨属 Welcommia Klug & Kriwet, 2010
- †威尔顿鲨属 Weltonia Ward, 1979